# 三月のライオン
『三月のライオン』（さんがつのライオン）は、1992年6月10日に公開された日本映画である。

## あらすじ
記憶喪失で入院中の兄を慕う妹は、兄に恋人だと偽って病院から連れ出す。兄妹の奇妙な同棲生活の中、兄の記憶が徐々に回復する…。

## 登場人物
ハルオ
演 - 趙方豪
主人公。アイス（ナツコ）の実兄。左利き。記憶喪失で入院していたが、実妹であるアイスに自身の恋人であると騙され病院を連れ出される。後にアイスが売春により寝ている男から盗んだ衣類を着用し、それがトレードマークとなる。アイスと同棲することを前後して住宅の解体現場で働く。また、記憶を失っているが故に口数が少ないが、アイスと同棲していくうちに異性と意識していき、やがて彼女と一線を越える。それ以降、記憶の断片を辿っていくうちに解体現場での怪我から出た血を舐めたのと同時に記憶を取り戻し、アイスと抱き合った後、アイスが住んでいたアパートへと行き、記憶を失っている間に起こった出来事を振り返り、その罪悪感から泣き崩れていった。終盤でその過ちからアイスとの間に子供が出来る。なお、記憶喪失となった原因は劇中では語られなかった。
アイス / ナツコ
演 - 由良宜子
ヒロイン。ハルオの実妹。兄・ハルオを心から慕っており、記憶喪失となった彼に恋人・アイスだと騙り病院から連れ出す。電話ボックスに自身の写真を張って宣伝しながら売春をしており、行きずりの客の男から衣類を盗んでハルオに与えている。ハルオと同棲生活を送っていくなかで、「（記憶を）全部思い出したら出て行って」と別れる覚悟も持ちはじめる。それでも後に記憶を取り戻したハルオから抱きしめられ、紆余曲折を経て終盤で彼の子供を出産するが、一線を越えた過ちの罪悪感から泣き崩れていった。なお、劇中ではアイスを食べている場面が多いほか、アイスボックスを良く持ち歩き、アイス売りをしている場面もあった。
ソフト帽の男
演 - 内藤剛志
アイスの売春相手。アイスと一夜を過ごした後、寝ている隙に衣類をアイスに盗まれる。
おじいさん
演 - 奥村公延
駄菓子屋の店主。左利き。ハルオ、アイスとお茶と食事を共にする。
おばあさん
演 - 斉藤昌子
おじいさんの妻。喫煙者。ハルオ、アイスとお茶と食事を共にする。
アパートの主婦
演 - 芹明香
ハルオ・アイスが同棲しているマンションの隣人。
- ラーメン屋の出前：石井聰亙
- ウサギの絵を見る男：長崎俊一
- 古いビルの主婦：伊藤清美
- 古いビルの亭主：諏訪太朗
- ハルオの同僚・山本：掛田誠
- お産婆さん：野本寿美子
- ラーメンの男：山本政志

## スタッフ
- 監督：矢崎仁司
- 脚本：矢崎仁司、宮崎裕史、小野幸生
- 音楽：Bolivian Rockers、山崎英俊、田口裕志、大森一英、東瑞恵、下村恭、長瀬達也、大塚博晃
- 撮影：石井勲
- 録音：鈴木昭彦
- 美術：溝部秀二
- 編集：高野隆一、小笠原義太郎
- 助監督：石井晋一
- 現像：IMAGICA
- スタジオ：青葉台スタジオ
- プロデュース：西村隆
- 製作：矢崎仁司グループ